# Vencer el miedo
 (срп. Савладати страх) мексичка је теленовела, продукцијске куће Телевиса, снимана 2020.

## Улоге
| Глумац             | Улога                |
| ------------------ | -------------------- |
| Паулина Гото       | Марсела Дуран Брачо  |
| Данило Каррера     | Омар Сифуентес       |
| Еммануел Паломарес | Роммел Гуахардо      |
| Арселија Рамирез   | Инес Брачо де Дуран  |
| Алберто Естреља    | Висенте Дуран        |
| Јаде Фрасер        | Кристина Дуран Брачо |
| Сесар Евора        | Орасио Сифуентес     |